# Station Dokka
Station Dokka is een station in Dokka in de gemeente Nordre Land in fylke Innlandet in Noorwegen. Het stationsgebouw dateert uit 1902. Dokka ligt aan Valdresbanen, die sinds 1988 gesloten is voor personenvervoer. Voorbij Dokka is de spoorlijn inmiddels opgebroken. Het deel tussen Dokka en Eina maakt formeel nog steeds deel uit van het Noorse spoorwegennet.